# Васильсурськ
Васильсурськ — селище міського типу в Нижньогородській області Російської Федерації, пристань на річці Волга (Чебоксарське водосховище, при впадінні річки Сура. Кліматичний курорт.
Селище розташоване за 152 км на схід від Нижнього Новгорода.

## Географія
Васильсурськ розташовано на межі Нижньогородської області з республікою Марій Ел на правому березі річки Волги при впадінні в неї річки Сури.

## Історія

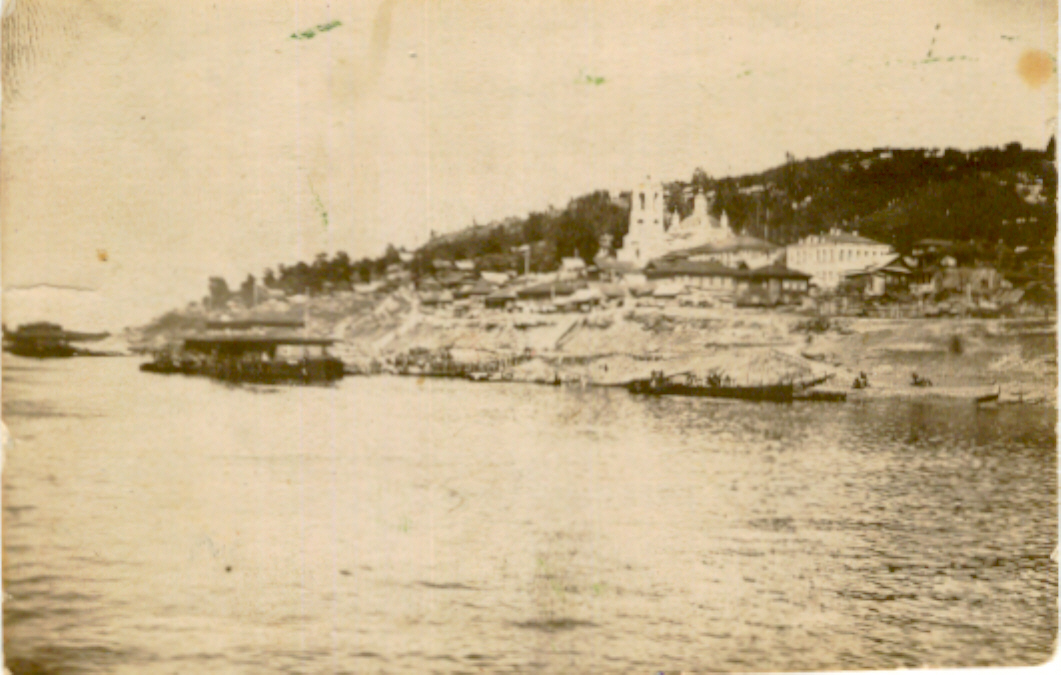
Старий Васильсурськ. Вид з Волги.

На вершині найвищої гори, що нависає над Васильсурськом, перебувало марійське місто Цепель. Стародавні перекази свідчать, що Цепель було багатим і добре укріпленим містом. Досі збереглися сліди валів і ровів, а також священний гай марійців-язичників — присвячений богу Кугу-Юмо.
У 1523 році в Казані на Арському ярмарку було скоєне масове вбивство російських купців. Також був убитий великокнязівський посол. Це викликало гнів Великого князя Василія III, і він почав похід на Казань. Залишившись в Нижньому Новгороді зі своїми синами, він відправив далі своїх полководців: воєводу Василя Васильовича Німого і князя Бориса Горбатого з роду князів Шуйських. Перший пересувався на барках Волгою, а другий правим берегом Волги.
Дійшовши до самого гирла Сури, полководці на знак того, що вони справді завоювали пройдені місця, на правому березі Волги на місці давньомарійського міста Цепель заснували фортецю, яка була названа Васильєвим Новгородом (названий на честь Василя III). Згодом місто стало називатися коротше — Васльгородом, Васильсурськом або просто Василем, як він називається і досі. Марійська назва селища - Шурдӹнг, що в перекладі означає «гирло Сури».
1 вересня 1523 року вважають днем заснування міста. Для безпеки нового міста поставленого на чужій марійськії землі Казанського ханства, влаштовані були вал і кам'яний острог.

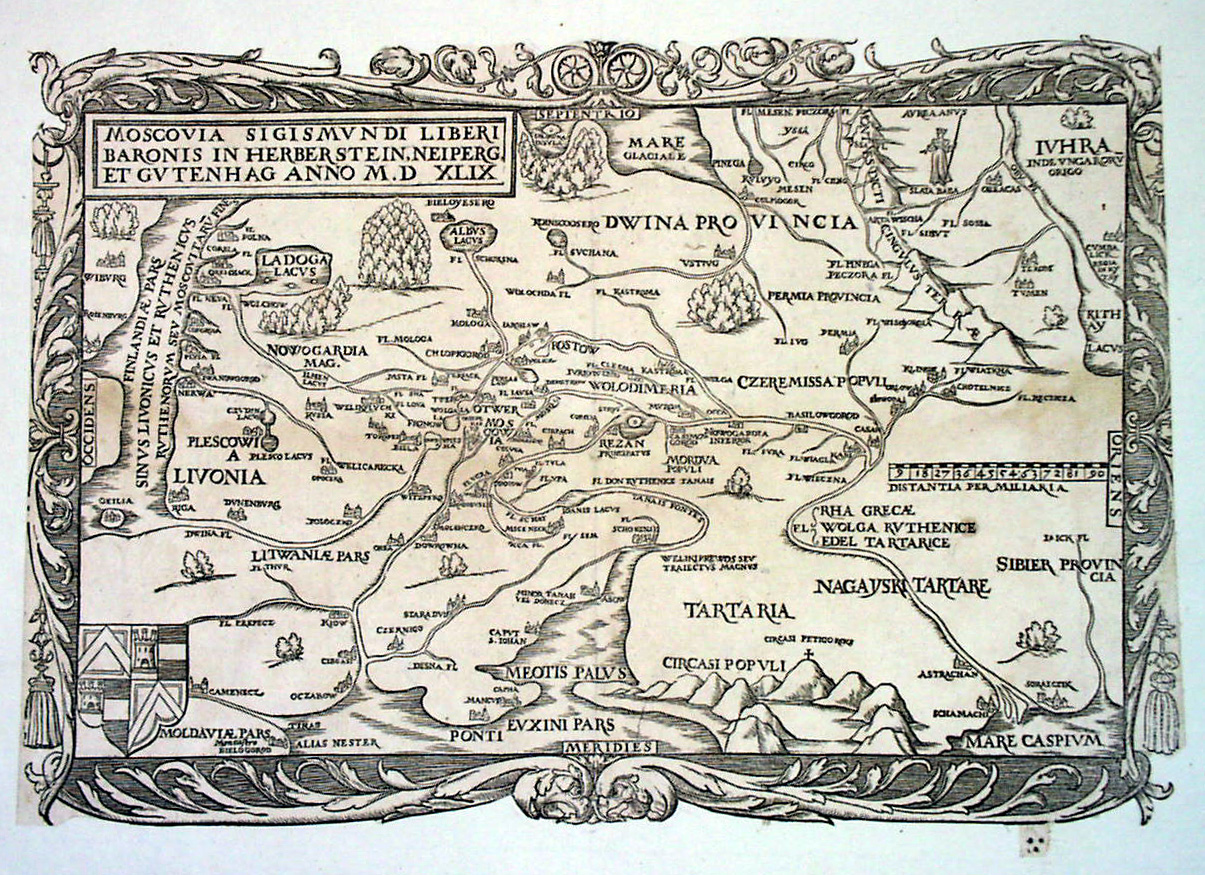
Basilowgorod на карті Московії, опублікованій Сигізмундом фон Герберштейнім в 1549 р.

У 1524 році в Васильгороді було відкрито постійний ярмарок, який згодом був перенесений в Макар'єво, а в 1817 в Нижній Новгород.
Карамзін писав:
|  | В 1536 году, у ночь на Рождество, казанцы внезапно напали на Нижегородское княжество, разграбили Поволжье, особенно же селения вокруг Нижнего Новгорода. Васильсурск при этом нападении был первым станом, куда высадилась неприятельская казанская рать. |

Другий напад Васильсурську довелося випробувати в 1539 році, коли казанці два роки невпинно чинили розбій в областях Нижнього Новгорода, Балахни та інших.
З підкоренням Казані, в 1552 році, всі лиха міста, заподіяні спустошливими набігами казанців, припинилися, але разом з цим існування міста Василя позбулося всякої важливості. Військове своє значення, як прикордонне місто, він втратив ще в 1550 році, коли знову заснований, майже біля воріт Казані, місто Свиязьк став оплотом Росії.
У 1779 році Васильгород був зведений у ранг повітового міста і отримав ім'я Василь, а 16 серпня 1781 був заснований герб міста. У 1927 році був проведений новий адміністративно-територіальний поділ, у результаті чого були утворені райони і Васильсурськ стало селищем в Воротинському районі Нижньогородської області.
У роки німецько-радянської війни у селищі перебувала в евакуації балетна школа Большого театру, у якій навчалися в той час майбутні зірки балету Раїса Стручкова і Олександр Лапаурі. Багато жителів селища билися на фронтах. Двоє уродженців селища, Микола Массонов і Василь Морозов були удостоєні звання Героя Радянського Союзу. Звання Героя Радянського Союзу також був удостоєний Семен Петров, який жив і працював в селищі. Уродженець селища генерал-майор Василь Прохоров в 1941 році потрапив у фашистський концтабір, але і в полоні продовжував боротися.

## Опис герба міста
У верхній частині щита — герб Нижньогородський. У нижній — підстава корабельної корми на знак того, що в околицях цього міста заготовляються найкращі корабельні ліси. Герб був затверджений 16 серпня 1781.

## Транспорт

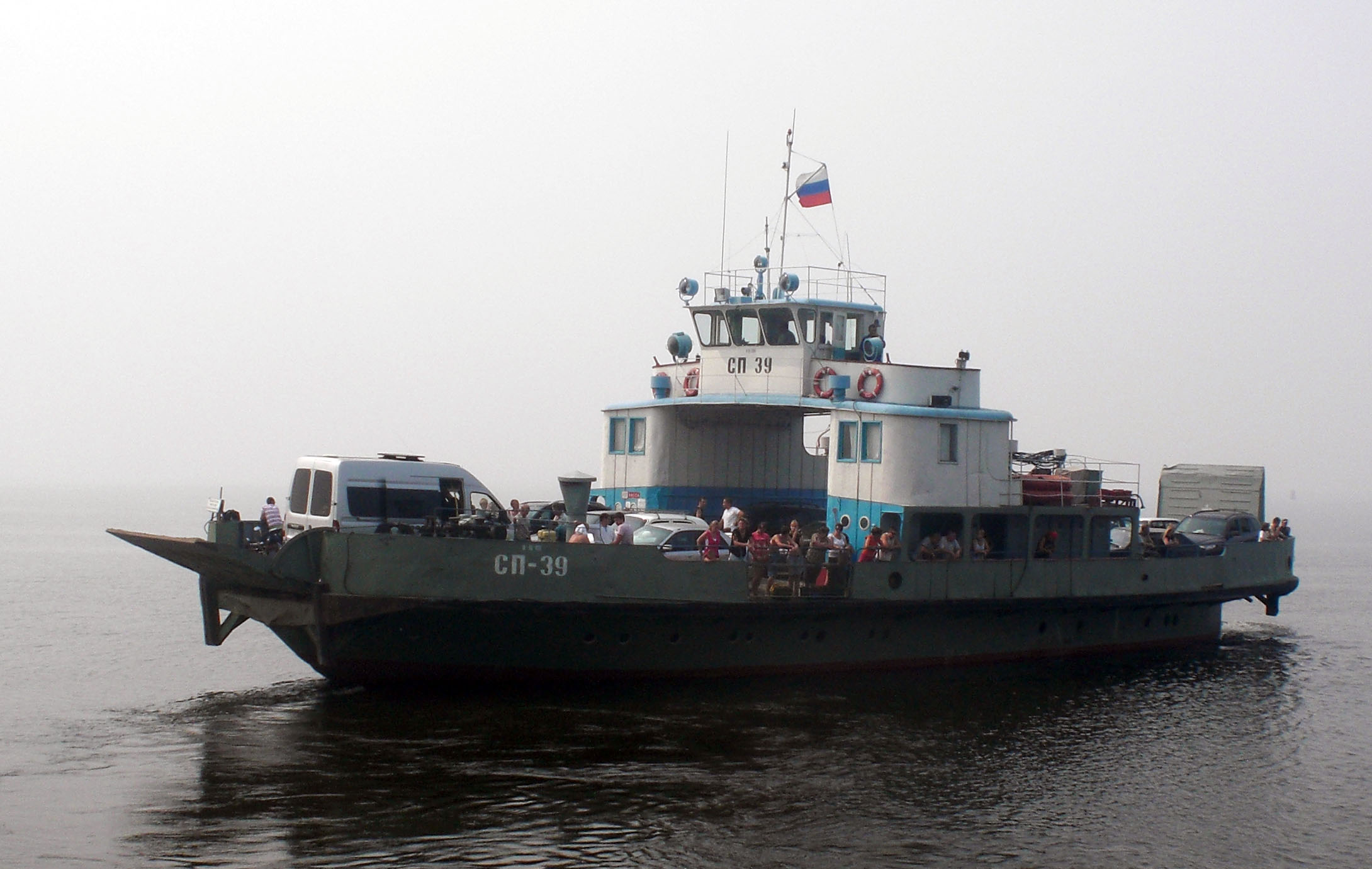
Васільсурській пором

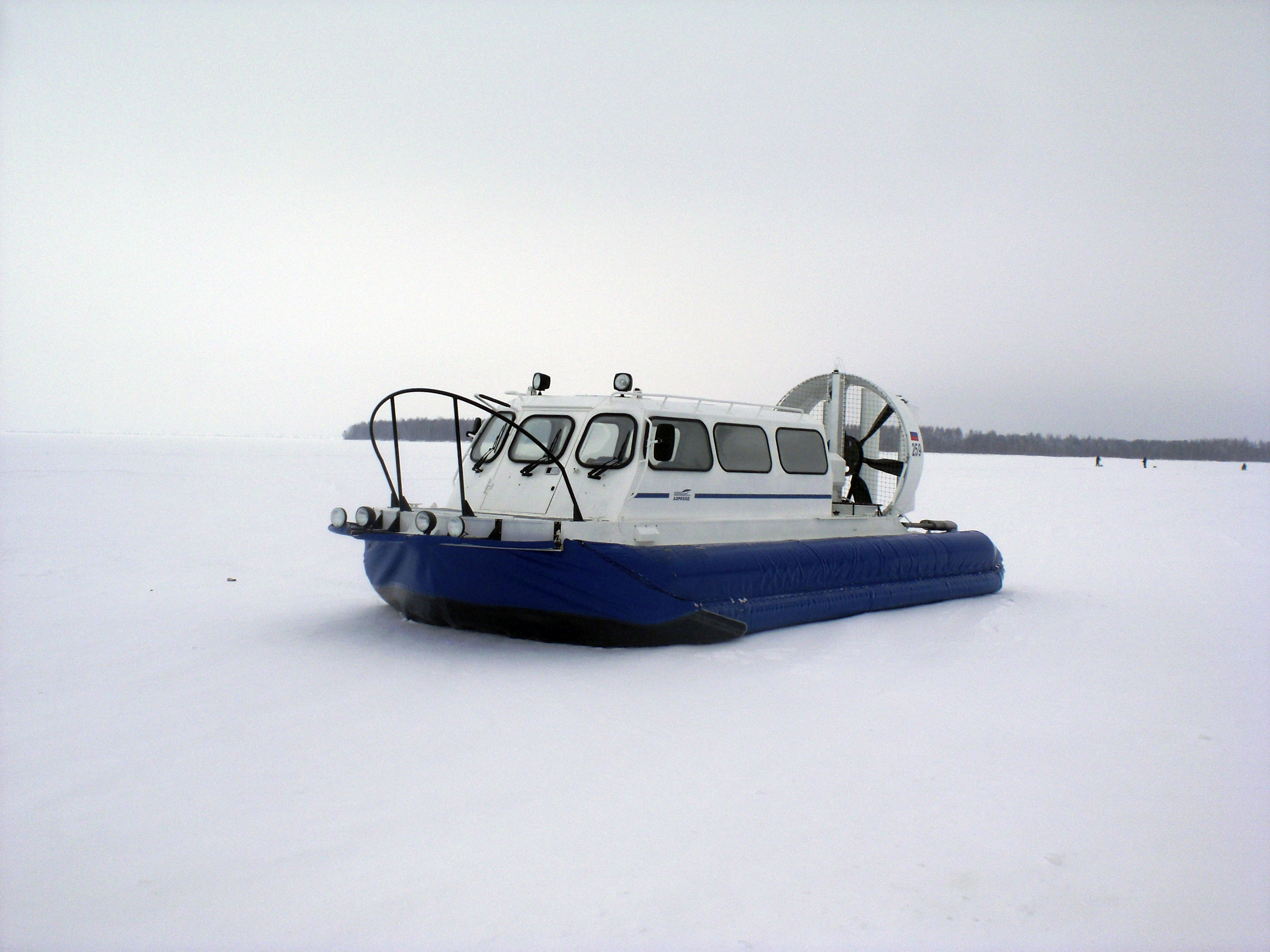
Аероход «Хівус-10» біля Васільсурська

У Васильсурську, всупереч очікуванням багатьох, не стали ходити міжміські автобуси навіть після того, як відповідна траса була готова. Причина цьому — недостатньо широка траса в районі полігону НДРФІ «Сура», внаслідок чого не можна гарантувати безпеку пасажирів.
Міського транспорту Васильсурськ немає.
Діє поромна переправа з селищем Лиса Гора. Перевезення пасажирів та автомобілів здійснюється поромом СП-39. Вартість проїзду одного пасажиру — 50 рублів (з пенсіонерів та учнів — 30), на автомобілі ціни різні, залежно від маси, моделі і т. д.
Розклад поромної переправи (догляд), час в дорозі — 15 хвилин:
| Васільсурськ | Лиса Гора           |
| ------------ | ------------------- |
| 7:00         | 7:30                |
| 9:00         | 9:30                |
| 13:00        | 13:30               |
| 15:00        | 15:30 (річний рейс) |
| 17:30        | 18:00               |

У п'ятницю — додатковий рейс: 19:30 — 20:00
Перевезення пасажирів взимку здійснюється судном на повітряній подушці. Вартість проїзду одного пасажира — 100 рублів.
Час в дорозі — 2-3 хвилини. Розклад його такий же, як і для порома.

## Адміністративно-територіальний поділ
В межі смт Васильсурська входять:
- смт. Васильсурськ,
- слобода Хмелівка.